# Vallån Frostviken
Vallån Frostviken este o arie protejată (arie specială de conservare — SAC, sit de importanță comunitară — SCI) din Suedia întinsă pe o suprafață de 186,7 ha, integral pe uscat.

## Localizare
Centrul sitului Vallån Frostviken este situat la coordonatele 64°45′14″N 13°59′50″E / 64.7539°N 13.9973°E.

## Înființare
Situl Vallån Frostviken a fost declarat sit de importanță comunitară în mai 2000 pentru a proteja 1 specie de plante. Situl a fost protejat și ca arie specială de conservare în decembrie 2009.

## Biodiversitate
Situată în ecoregiunea alpină, aria protejată conține 7 habitate naturale: Păduri fino-scandinave bogate în ierburi cu Picea abies, Izvoare fino-scandinave și mlaștini produse de izvoare bogate în minerale, Liziere de ierburi înalte hidrofile de câmpie și de nivel montan până la alpin, Păduri aluvionare cu Alnus glutinosa și Fraxinus excelsior (Alno-Padion, Alnion incanae, Salicion albae), Râuri de munte și vegetația erbacee de pe malurile acestora, Păduri nordice subalpine/subarctice cu Betula pubescens ssp. czerepanovii, Pășuni din zone de pădure fino-scandinave.
La baza desemnării sitului se află o specie protejată de  plante: Calamagrostis chalybaea.